# 留园网
留园网，又称为6park.com，成立于2003年7月，是一家综合性海外中文社区网站，中国大陆用户无法登录。有新闻，论坛，影视，网络游戏等。在《华声报》等新闻来源中已经提到过，这是居住在海外的中国人获取新闻的一种方式。留园网在不同国家有不同的⾸⻚，这些国家首页分别是美国，加拿⼤，英国，法国，德国，澳洲，新⻄兰，⽇本，新加坡，爱尔兰和其他国家主⻚。该网在中国大陆以外的中文互联网产品中具有强大影响力。接近六成以上的用户群体具有硕士以上学历，用户群体总体呈现高学历并具有较强经济实力。该网站提供来自中国的新闻，此外还翻译来自外国的媒体新闻，例如报纸，电视和网站。也有很多中国大陆高知群体通过网络代理软件观看。